# Thuthipattu
Thuthipattu è una suddivisione dell'India, classificata come census town, di 7.068 abitanti, situata nel distretto di Vellore, nello stato federato del Tamil Nadu. In base al numero di abitanti la città rientra nella classe V (da 5.000 a 9.999 persone).

## Geografia fisica
La città è situata a 12° 48' 24 N e 78° 42' 22 E.

## Società

### Evoluzione demografica
Al censimento del 2001 la popolazione di Thuthipattu assommava a 7.068 persone, delle quali 3.463 maschi e 3.605 femmine. I bambini di età inferiore o uguale ai sei anni assommavano a 838, dei quali 405 maschi e 433 femmine. Infine, coloro che erano in grado di saper almeno leggere e scrivere erano 4.529, dei quali 2.525 maschi e 2.004 femmine.